# Охрана замка
«Охрана замка» (также «Башня замка», англ. Castle Keep) — военная драма Сидни Поллака, насыщенная символикой и элементами сюрреализма. Фильм вышел на экраны в 1969 году. Основан на одноимённом романе Уильяма Истлейка, написанном в 1965 году.
Слоган фильма: «Замок X века… Война XX века… и вот откровенное повествование оживает на экране!» («A 10th-Century castle… a 20th-Century war… and the outspoken novel come to life on the screen!»)

## Название фильма
Оригинальное название «Castle Keep» содержит сложную для передачи в русском языке метафору, основанную на многозначности слова. Английское keep означает донжон, внутреннюю цитадель средневекового замка, однако оно же отсылает к глаголу to keep — хранить, удерживать, не отдавать. В обзорах фильма в СССР предпочтение изначально отдавалось первому значению, отсюда «Башня замка». Позднее предпочтение было отдано второму значению, отсюда «Охрана замка». Аналогичные трудности испытывали прокатчики и в других странах, порой полностью заменяя название. Например, по-немецки фильм назван «Замок в Арденнах» (нем. Das Schloß in den Ardennen), а по-французски — «Замок в аду» (фр. Un château en enfer).

## В ролях
| Актёр              | Роль                                     |
| ------------------ | ---------------------------------------- |
| Берт Ланкастер     | майор Абрахам Фалконер                   |
| Патрик О’Нил       | капитан Лайонел Бекман                   |
| Брюс Дерн          | лейтенант Билли Байрон Бикс              |
| Тони Билл          | лейтенант Эмберджек                      |
| Майкл Конрад       | сержант ДеВака                           |
| Питер Фальк        | сержант Росси                            |
| Скотт Уилсон       | капрал Клирбой                           |
| Аль Фриман-младший | рядовой Алистер Пирсел Бенджамин         |
| Жан-Пьер Омон      | граф Анри Тиксье владелец замка Мальдоре |
| Астрид Херен       | графиня Тереза Тиксье жена Анри Тиксье   |
| Катерина Боратто   | хозяйка борделя «Красная королева»       |
| Ольга Бисера       | вдова пекаря                             |